# Lauter-Bernsbach
Lauter-Bernsbach är en stad  i Landkreis Erzgebirgskreis i förbundslandet Sachsen i Tyskland. Staden har cirka 8 000 invånare.
Staden bildades den 1 januari 2013 genom en sammanslagning av staden Lauter och kommunen Bernsbach.[källa behövs]